# Demokratie als universaler Wert
Die Hypothese eines universalen Wertes von Demokratie ist ein Konzept, das in der vergleichenden Politikwissenschaft kontrovers verwendet und diskutiert wird. Es wird dabei angenommen, dass Demokratie ein allgemein gültiger Wert sei, den alle Menschen teilen. Viele Forscher stehen dieser Idee kritisch gegenüber.
Die Legitimation der Universalität von Demokratie lässt sich politiktheoretisch und empirisch begründen. Die politische Philosophie führt den universalen Wert der Demokratie auf das Prinzip der Freiheit und Gleichheit der Bürger zurück, das (mit Einschränkungen) schon in der griechischen Antike galt. Sozialwissenschaftliche Untersuchungen belegen, dass Demokratie ein Wert ist, dem Menschen weltweit mehrheitlich zustimmen.

## Begrifflichkeit
Der US-amerikanische Politikwissenschaftler Robert A. Dahl hat Demokratie als Regierungssystem knapp charakterisiert: 
„Democracy is competition for power open to participation“.
Seine Kollegin Vivien A. Schmidt wird in Anlehnung an die Gettysburg Adress von Abraham Lincoln oft mit der Formel 
„Democracy is government for, with, by and of the people” 
zitiert.
Der US-amerikanische Sozialwissenschaftler Larry Diamond hat sich mit der Begrifflichkeit des universalen Werts auseinandergesetzt. Ein universaler Wert wird nach seinen Aussagen von allen Menschen geteilt oder als wertvoll erachtet. Wie Studien zum weltweiten Demokratieverständnis jedoch zeigen, wird der Begriff verschieden, teilweise auch widersprüchlich, aufgefasst.
Nach Diamond, der die Auffassung eines universalen Werts der Demokratie vertritt, gibt es Mindestanforderungen, die eine Demokratie erfüllen muss: freie, faire und reguläre Wahlen. Sind nur diese erfüllt, spricht man von einer reinen Wahldemokratie. Rede- und Versammlungsfreiheit, Rechtsstaatlichkeit, Minderheitenrechte und die freie Religionsausübung seien demnach aber substanzielle Voraussetzungen, um eine Gesellschaft demokratisch nennen zu können. Sind diese Rechte stark beschnitten, entsteht, was Larry Diamond eine illiberale Demokratie nennt. In einer Pseudodemokratie sind alle Standards erfüllt, ohne dass freie Wahlen stattfinden.

## Die ideengeschichtliche Begründung des Universalitätsanspruches
Aus der theoretisch-philosophischen Perspektive lässt sich die Universalität des demokratischen Wertes mit der menschlichen Natur und unabhängig von Kultur und Geschichte eines Landes begründen. Bei der Auseinandersetzung um die Demokratie als Wert geht es im Kern um die fundamentalen Menschenrechte. Aus der naturrechtlichen Idee, dass alle Menschen frei und gleich geboren werden und nach einem selbstbestimmten Leben streben, folgt, dass es keine legitime Begründung für eine Ungleichbehandlung gibt. Die Logik erzwingt einen universellen und egalitären Anspruch auf Menschenwürde, Freiheit und Gleichheit. Aristoteles vertritt die Meinung, dass der Mensch als zôon politikon nur in der Gemeinschaft gut leben könne, und nur in einer Herrschaft von Gleichen über Gleiche die natürlichen Rechte der Bürger auf Freiheit und Gleichberechtigung gewahrt würden.
Auch in der fernöstlichen Philosophie wurden auf der Grundlage eines positiven Menschenbildes hohe ethische Maßstäbe entwickelt, mit denen der Einzelne „durch moralische Selbstdisziplin und Pflichterfüllung das Gute erreichen könne.“ Individuelle Schutz oder Teilhaberechte gegenüber dem Staat „blieben dem Konfuzianismus dagegen fremd“. In der christlichen Scholastik des Hochmittelalters wurde die prinzipielle Gleichheit aller Menschen und die Menschenwürde aus dem Gedanken der Gottesebenbildlichkeit des Menschen abgeleitet. Im Renaissance-Humanismus bezogen sich Gelehrte wie Dante Alighieri wieder auf antike Philosophen, richteten ihr Augenmerk auf die Vernunft des Menschen und zogen die göttliche Legitimation politischen Handelns in Zweifel.
John Locke entwarf auf Basis eines gedanklichen Naturzustandes die Theorie eines Gesellschaftsvertrages, mit dem die vernunftbegabten Menschen als Gleiche miteinander die Herrschaft übertragen, um eine staatliche Ordnung herzustellen. Der Herrscher muss den Schutz der angeborenen Grundrechte (Leben, Freiheit, Eigentum) aber garantieren, sonst verwirkt er seine politische Legitimation.

## Empirische Untersuchungen zur Universalität von Demokratie
Um in Studien verlässliche Daten über die Einstellungen von Personen zur Demokratie zu messen, ist eine Definition von Demokratie nötig, nach der gefragt werden kann. Während in Studien wie dem „World Values Survey“ ein einheitliches Verständnis von Demokratie vorausgesetzt wird, stellen andere Forschungsergebnisse die Annahme eines universalen Demokratieverständnisses infrage.
Eine universalistische Betrachtungsweise ergibt sich aus den Daten, die Larry Diamond aus dem World Values Survey (1999–2001) ableitet. in dieser Untersuchung wurden in 80 Ländern repräsentative Daten erhoben, die 85 Prozent der Weltbevölkerung darstellen.
Die Studie veranschaulicht, dass überall auf der Welt mehr als 80 Prozent der Menschen der Aussage „Democracy may have its problems, but it’s better than any other form of government“ zustimmen. Wird jedoch nach der Unterstützung für einen starken Anführer gefragt, der sich nicht um Vorgaben durch Wahlen und das Parlament kümmern muss, schwanken die Zahlen für die Zustimmung: Bei der Aussage „Strong leader who does not have to bother with parliament and elections“ stimmen in der westlichen Welt 24 Prozent der Befragten zu, während in allen anderen Regionen der Wert über 30 Prozent liegt. Ein besonderer Ausschlag ist in Lateinamerika (45) und der ehemaligen Sowjetunion (48) festzustellen, wobei keine Region die 50-Prozent-Marke überschreitet.
Bei der Aussage „‚Greater respect for authority‘ would be a ‚good thing‘“ variiert die Zustimmung ebenfalls. Mit 73 Prozent in Lateinamerika und 78 im islamisch geprägten Nahen Osten sind die Werte vor allem im Vergleich zur westlichen Welt (54) deutlich höher.
Aus den Ergebnissen des World Values Surveys will Larry Diamond zeigen, dass Demokratie überall als wertvolle und erstrebenswerte Regierungsform betrachtet wird. Seiner Ansicht nach stimmen überall zwar große Teile der Bevölkerung den demokratischen Mindestanforderungen zu.
Diese Annahme fußt aber auf einem westlichen Verständnis von Demokratie. Auch Aussagen über andere Haltungen zu Menschenrechten und liberalen Freiheiten basieren aber auf einem eurozentristischen Weltbild, dem andere Forscher kritisch gegenüberstehen. So kritisiert zum Beispiel die deutsche Soziologin Sophia Schubert die Annahme einer weltweit gleichen Bedeutung von Demokratie in der sozialwissenschaftlichen Forschung: Einerseits zeuge diese Annahme von einer Hegemonie westlicher Forschung und imperialistischer Tradition. Andererseits sei aus methodologischer Sicht eine Verzerrung der Ergebnisse zu befürchten, wenn Begriffe mit verschiedenen semantischen Bedeutungen belegt, jedoch überall gleich (wenn auch in die lokale Sprache übersetzt) abgefragt würden.

## Kritik
Kritiker des Universalismuskonzeptes betrachten Freiheit und Demokratie als westliche Werte, die in anderen Kulturkreisen auf andere philosophische oder religiöse Grundlagen treffen und dort nicht im selben Maße Geltung beanspruchen können wie im Westen. Zwar seien alle Menschen auch dort (mehr oder weniger) als gleich begriffen, aber sowohl die Idee von individuellen Schutzrechten gegenüber dem Staat und der demokratischen Auswahl der Regierung seien diesen Kulturen fremd. Ihr Modus der Vergesellschaftung basiert eher auf kulturalistischen oder religiösen Vorannahmen, nicht auf anthropologisch-naturrechtlichen.